# Нова Весь-Легницька
Нова Весь-Легницька (пол. Nowa Wieś Legnicka, нім. Neudorf) — село в Польщі, у гміні Легницьке Поле Легницького повіту Нижньосілезького воєводства.
Населення — 635 осіб (2011).
У 1975-1998 роках село належало до Легницького воєводства.

## Демографія
Демографічна структура станом на 31 березня 2011 року:
|          | Загалом | Допрацездатний вік | Працездатний вік | Постпрацездатний вік |
| -------- | ------- | ------------------ | ---------------- | -------------------- |
| Чоловіки | 298     | 55                 | 225              | 18                   |
| Жінки    | 337     | 77                 | 199              | 61                   |
| Разом    | 635     | 132                | 424              | 79                   |